# UCI Coupe des Nations Juniors 2016
L'UCI Coupe des Nations Juniors 2016 est la neuvième édition de l'UCI Coupe des Nations Juniors. Elle est réservée aux cyclistes de sélections nationales de moins de 19 ans (U19). Elle est organisée par l'Union cycliste internationale. 

## Résultats

### Épreuves
| Date          | Épreuve                                           | Pays       | Vainqueur                 | Deuxième               | Troisième           | Vainqueur (nations) | Leader (nations) |
| ------------- | ------------------------------------------------- | ---------- | ------------------------- | ---------------------- | ------------------- | ------------------- | ---------------- |
| 22 janvier    | Championnat d'Asie sur route juniors              | Japon      | Dinmukhammed Ulysbayev    | Thai Phan Hoang        | Kiyomasa Hanada     | Kazakhstan          | Kazakhstan       |
| 25 février    | Championnat d'Afrique sur route juniors           | Maroc      | Hamza Mansouri            | Christopher Lagane     | Abdelraouf Bengayou | Algérie             | Algérie          |
| 27 mars       | Gand-Wevelgem juniors                             | Belgique   | Alexys Brunel             | Ethan Hayter           | Marc Hirschi        | France              | France           |
| 10 avril      | Paris-Roubaix juniors                             | France     | Jarno Mobach              | Nils Eekhoff           | Tanguy Turgis       | Pays-Bas            | Pays-Bas         |
| 5-8 mai       | Course de la Paix juniors                         | Tchéquie   | Christopher Blevins       | Evgenii Kazanov        | Jaka Primozic       | Kazakhstan          | Pays-Bas         |
| 21-22 mai     | Trophée Centre Morbihan                           | France     | Florentin Lecamus-Lambert | Jakob Egholm           | Clément Davy        | France              | France           |
| 26-29 mai     | Tour du Pays de Vaud                              | Suisse     | Marc Hirschi              | Dinmukhammed Ulysbayev | Felix Gall          | Suisse              | France           |
| 3-5 juin      | Trofeo Karlsberg                                  | Allemagne  | Brandon McNulty           | Ethan Hayter           | Ian Garrison        | États-Unis          | France           |
| 12 juin       | Championnat panaméricain sur route juniors        | Mexique    | Jason Huertas             | Luis Villalobos        | Nicolas Vergara     | Costa Rica          | France           |
| 9-10 juillet  | Grand Prix Général Patton                         | Luxembourg | Andreas Kron              | Tanguy Turgis          | Marc Hirschi        | France              | France           |
| 19-24 juillet | Tour de l'Abitibi                                 | Canada     | Brandon McNulty           | Mikkel Bjerg           | Kevin Goguen        | États-Unis          | Danemark         |
| 16 septembre  | Championnats d'Europe sur route juniors           | France     | Nicolas Malle             | Émilien Jeannière      | Tadej Pogačar       | France              | France           |
| 10 octobre    | Championnats du monde du contre-la-montre juniors | Qatar      | Brandon McNulty           | Mikkel Bjerg           | Ian Garrison        | États-Unis          | Danemark         |
| 12 octobre    | Championnats du monde sur route juniors           | Qatar      | Jakob Egholm              | Niklas Märkl           | Reto Müller         | Slovénie            | Danemark         |

### Classement par nations
| #  | Pays            | Pts. |
| -- | --------------- | ---- |
| 1  | Danemark        | 301  |
| 2  | États-Unis      | 258  |
| 3  | France          | 253  |
| 4  | Slovénie        | 212  |
| 5  | Pays-Bas        | 189  |
| 6  | Suisse          | 162  |
| 7  | Kazakhstan      | 147  |
| 8  | Belgique        | 96   |
| 9  | Grande-Bretagne | 94   |
| 10 | Italie          | 88   |